# هاياتو فوجيتا
هاياتو فوجيتا (باليابانية: フジタ"Jr"ハヤト) هو مصارع محترف ياباني، ولد في 20 سبتمبر 1986 في طوكيو في اليابان.

## روابط خارجية
- هاياتو فوجيتا على موقع CageMatch worker (الإنجليزية)
- هاياتو فوجيتا على موقع قاعدة بيانات المصارعة على الإنترنت (الإنجليزية)